# Словашки Бескиди
Словашките Бескиди на полска територия се наричат Живецки Бескиди (на словашки: Slovenske Beskydy, на полски: Beskid Żywiecki) е средновисока планина, разположена по границата между Словакия на юг и Полша на север, съставна част на Западните Бескиди и съответно Западните Карпати. Има форма на изпъкнала на юг дъга с дължина около 80 km. На запад и северозапад дълбоката долина на река Чадца (десен приток на Вах, от басейна на Дунав) я отделя съответно от планините Яворники и Моравско-Силезките Бескиди. На юг чрез висока седловина се свързва с масива Малка Фатра, а на североизток, също чрез висока седловина, на полска територия – с планината Средни Бескиди. Максимална височина връх Бабя (1725 m), издигащ се границата между двете държави. Изградена е предимно от пясъчници. Северните, източните и южните ѝ склонове принадлежат към водосборния басейн на река Висла – река Сола и др., а западните и югозападните – към басейна на река Дунав – река Чадца и др. Ниските ѝ части, на височина до 1400 m са покрити букови и смърчово-елови гори, а високите са заети от храсти и субалпийски пасища. На полска територия е образуван Бабягурския национален парк, популярна туристическа дестинация.